# 韩大成 (历史学家)
韩大成（1924年—2018年），男，山东人，中国历史学家。中国人民大学教授。

## 生平
1924年出生于山东省膠南县韩家寨，1949年考入山东大学历史系，1952年毕业，保送至中国人民大学读研究生，1955年毕业后留校任教。历任中国人民大学历史系讲师、副教授、教授，曾任中国古代史教研室主任。
1990年8月退休。2018年3月23日因病在北京逝世，享年95岁。

## 著作
- 第一版. 人民出版社. 1986年6月. CSBN 11001·759.
- 第一版. 中国人民大学出版社. 1991年9月. ISBN 9787101063578.